# Burg Grifte
Die Burg Grifte war eine Burg im Ortsteil Grifte der Gemeinde Edermünde im Schwalm-Eder-Kreis, Nordhessen, und der wohl recht bescheidene Sitz der edelfreien Herren von Grifte. Bekanntestes Mitglied des Geschlechts war der landgräflich-hessische Amtmann und Burgvogt Ekkebrecht von Grifte, der 1342 auf der Burg geboren wurde.
Die im Jahre 1258 erstmals erwähnte Burg befand sich vermutlich unmittelbar nördlich der heutigen evangelischen Dorfkirche in der historischen Dorfmitte. Dort stehen auf einer Anhöhe in dem noch teilweise von einer Wehrmauer aus dem 14. Jahrhundert umgebenen Kirchhof auch zwei Mauern eines (von einstmals drei) großen gotischen Gebäudes mit drei gefassten Rechtecktüren, die in drei getrennte Wohnungen führten, und mit Schlitzscharten und Konsolen an der Außenseite.
Die Herren von Grifte starben im Mannesstamm 1597 mit Kurt von Grifte aus, und ihre Burg wurde danach offensichtlich nicht mehr genutzt, es sei denn als Steinbruch. Als ihre Erben, die Herren von Meysenbug, von der Malsburg und von Hundelshausen, im Jahre 1649 Burg und Gut Grifte für 8800 Taler an die Landgräfin Amalie Elisabeth verkauften, war die Burg bereits verfallen.